# Ziekte van Ledderhose
De ziekte van Ledderhose of fibromatosis plantaris fascialis, vernoemd naar de Duitse arts Georg Ledderhose, is een aandoening waarbij in het bindweefsel onder de voet (fascia plantaris) verhardingen optreden, zoals die bij de ziekte van Dupuytren aan de hand en bij de ziekte van Peyronie aan de penis voorkomen. De verschijnselen zijn vergelijkbaar.
Er gaan zich knobbeltjes op de voetzool ontwikkelen die operatief kunnen weggehaald worden. Veel mensen hebben echter meer last van het litteken dan van de knobbeltjes zelf. Het kan vier tot vijf jaar duren voordat patiënten hiervan pijnvrij zijn. Knobbeltjes die onder de tenen voorkomen kunnen tijdelijk voor kramp zorgen. Men moet bij de ziekte van Ledderhose overwegen of een ingreep noodzakelijk is. Bij verbuiging, contractie van de tenen en moeilijk stappen laat de patiënt zich best chirurgisch behandelen. Indien de knobbels op minder pijnlijke plaatsen voorkomen zoals in de voetplooi of andere locaties waar men niet op stapt, wacht men beter met laten opereren.
De operatie aan de voeten verschilt trouwens met die aan de hand, bij de ziekte van Dupuytren, omdat de knobbeltjes aan de voeten veel moeilijker weg te halen zijn en de revalidatie veel langer duurt. Bij een operatieve ingreep aan de handen is de pijn bij de meeste patiënten slechts van korte duur, meestal één nacht en men hoeft in de beste gevallen geen pijnstillers te slikken. Na een ingreep aan de handen mag men meestal ook, mits onder begeleiding, naar huis toe. Na twee à drie weken worden de hechtingen door de huisarts verwijderd.
De meeste ledderhosepatiënten hebben 's morgens na het uit bed stappen de meeste pijn aan hun voeten. Kramp en kortstondige pijnscheuten zijn de meest voorkomende klachten, maar die verdwijnen snel na wat gelopen te hebben. De meeste patiënten leren ermee leven en komen tot het besluit om zich niet te laten opereren. Klachten met pijn zonder vorming van verhardingen zijn overigens meestal te wijten aan een andere aandoening, fasciitis plantaris.
Bij hardnekkige aandoeningen of gelijktijdig voorkomen van de ziekte van Dupuytren aan de handen gaat men meestal over tot een chirurgische ingreep. De ziekte is en blijft tot nu toe erfelijk en ongeneeslijk. Afdoende medicatie bestaat er momenteel niet. De bindweefselverhardingen aan voeten, handen en penis zijn sterk verwant met elkaar.